# Partido Laborista Israelí
El Partido Laborista Israelí (en hebreo: מִפְלֶגֶת הָעֲבוֹדָה הַיִּשְׂרְאֵלִית‎, Mifleget Ha‘Avoda Ha’Israelit); usualmente הָעֲבוֹדָה, HaAvodá, fue un partido político israelí. Representó la posición de izquierda moderada dentro del espectro nacional, de orientación socialdemócrata y sionista laborista. Fue miembro de la Internacional Socialista y observador en el Partido de los Socialistas Europeos.
Nació en 1968 como resultado de la fusión de los partidos Mapai, Ajdut HaAvodá - Poalei Tzion y Rafi. Hasta 1977 lideró gobiernos y dominó la vida política israelí.
En las elecciones parlamentarias de 2003, el partido encabezado por Amram Mitzna, obtuvo solo 19 escaños, frente a los 40 del Likud. Mitzna abandonó y ocupó su puesto Shimon Peres. 
En diciembre de 2004, el partido formó un gobierno de unidad nacional con el Likud de Ariel Sharón, y algunos otros partidos minoritarios, con el fin de llevar adelante el plan de retirada unilateral israelí del territorio palestino de Franja de Gaza. En noviembre de 2005 Shimon Peres, en elecciones internas, fue reemplazado por Amir Péretz, el líder del ala izquierda del partido. Peretz manifestó su intención de devolver al partido a las políticas socialistas tradicionales y decidió abandonar el gobierno, dejando a Sharon en minoría y forzándole a convocar nuevas elecciones para marzo de 2006, en éstas el partido obtuvo 20 escaños y quedó como segunda fuerza política.
Luego de las elecciones de 2020 el partido obtuvo 3 diputados a la Knéset. 
En julio de 2024, el partido se fusionó con Meretz en un nuevo partido político denominado Los Demócratas.

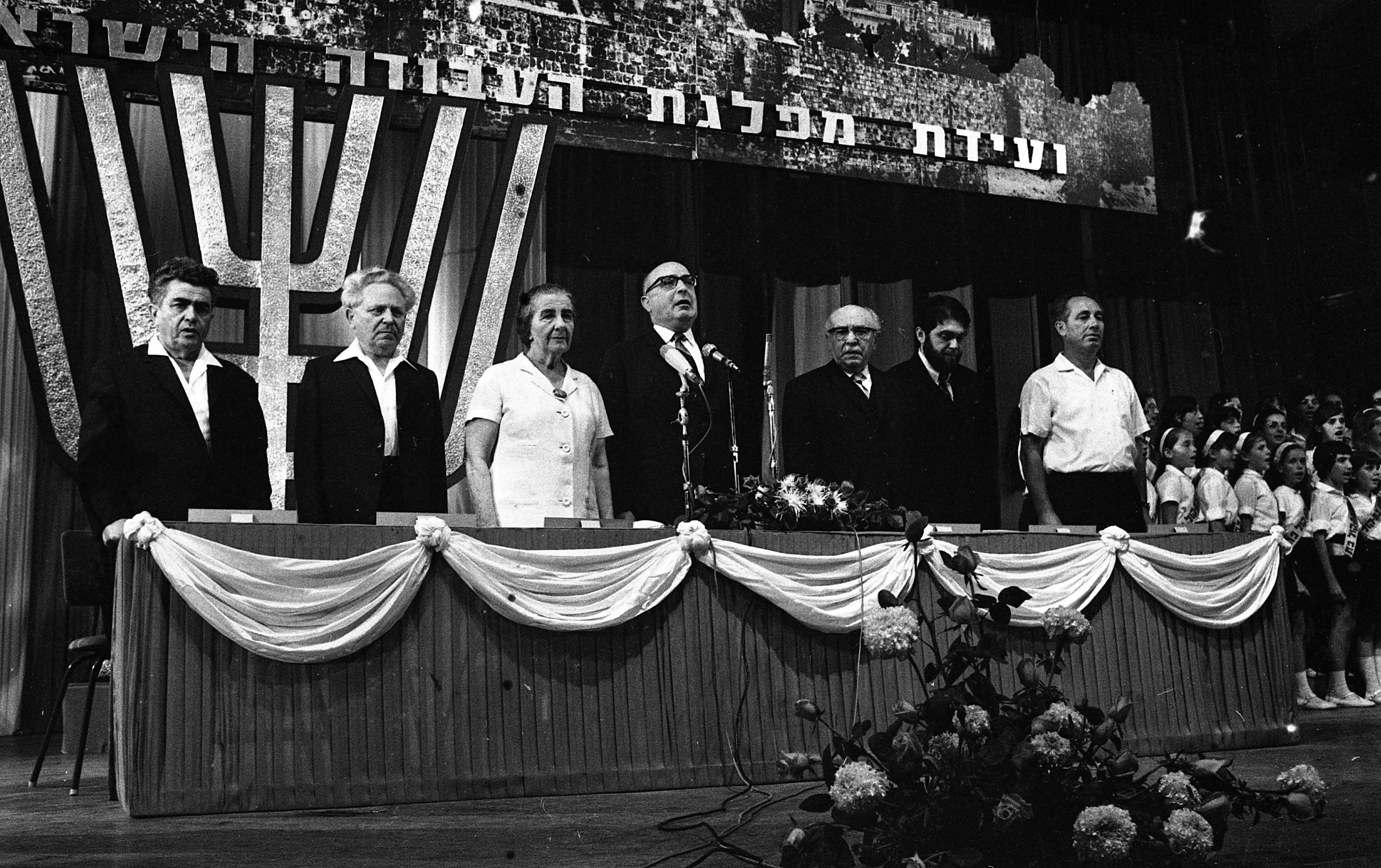
Convención del Partido Laborista Israelí, 1969. Colección Dan Hadani, Biblioteca Nacional de Israel.

## Líderes del partido
| Líder                | Fotografía | Inicio | Fin  | Otros cargos |
| -------------------- | ---------- | ------ | ---- | --- |
| Levi Eshkol          |            | 1968   | 1969 | Primer ministro de Israel (1963-1969) Ministro de Defensa (1963-1967) Ministro de Finanzas (1952-1963) Líder del Mapai (1963-1968) Diputado de la Knéset (1951-1969) |
| Golda Meir           |            | 1969   | 1974 | Primera ministra de Israel (1969-1974) Ministra del Interior (junio-septiembre de 1970) Ministro de Relaciones Exteriores (1956-1966) Ministra del Trabajo (1949-1956) Embajadora de Israel en la Unión Soviética (1948-1949) |
| Isaac Rabin          |            | 1974   | 1977 | Primer ministro de Israel (1974-1977) Ministro de Defensa (1984-1990) |
| Shimon Peres         |            | 1977   | 1992 | Primer ministro de Israel (abril-junio de 1977; 1984-1986) Ministro de Finanzas (1988-1990) Ministro de Relaciones Exteriores (1986-1988) Ministro de Defensa (1974-1977) Ministro de Transportes (1970-1974) Diputado de la Knéset (1959-2007)                                                                                                |
| Isaac Rabin          |            | 1992   | 1995 | Primer ministro de Israel (1992-1995) Ministro de Defensa (1992-1995) |
| Shimon Peres         |            | 1995   | 1997 | Primer ministro de Israel (1995-1996) Ministro de Defensa (1995-1996) Ministro de Relaciones Exteriores (1992-1995) |
| Ehud Barak           |            | 1997   | 2001 | Primer ministro de Israel (1999-2001) Ministro de Defensa (1999-2001) Ministro de Relaciones Exteriores (1995-1996) Comandante en jefe de las Fuerzas de Defensa de Israel (1991-1995) |
| Binyamin Ben-Eliezer |            | 2001   | 2002 | Ministro de Industria, Comercio y Trabajo (2009-2011) Ministro de Infraestructura Nacional (enero-noviembre de 2005; 2006-2009) Ministro de Defensa (2001-2002) Ministro de Vivienda y Construcción (1992-1996; 2000-2001) Ministro de Comunicaciones (1999-2001) Vice primer ministro de Israel (1999-2001) Diputado de la Knéset (1984-2014) |
| Amram Mitzna         |            | 2002   | 2003 | Alcalde de Yeruham (2005-2010) Diputado de la Knéset (2003-2005) Alcalde de Haifa (1993-2003) |
| Shimon Peres         |            | 2003   | 2005 | Presidente de Israel (2007-2014) Ministro de Relaciones Exteriores (2001-2002) |
| Amir Péretz          |            | 2005   | 2007 | Vice primer ministro de Israel (2006-2007) Ministro de Defensa (2006-2007) Diputado de la Knéset (1988-presente) |
| Ehud Barak           |            | 2007   | 2011 | Ministro de Defensa (2007-2013) |
| Shelly Yachimovich   |            | 2011   | 2013 | Diputada de la Knéset (2006-2019) |
| Isaac Herzog         |            | 2013   | 2017 | Ministro del Bienestar y Servicios Sociales (2007-2011) Ministro de la Diáspora, la Sociedad y la Lucha contra el Antisemitismo (2007-2009) Ministro de Turismo (2006-2007) Ministro de Vivienda y Construcción (enero-noviembre de 2005) Diputado de la Knéset (2003-2018)                                                                    |
| Avi Gabbay           |            | 2017   | 2019 | Diputado de la Knéset (2019-presente) Ministro de Protección del Medio Ambiente (2015-2016) |
| Amir Péretz          |            | 2019   | 2021 | Ministro de Economía (2020-presente) Ministro de Protección del Medio Ambiente (2013-2014) |
| Merav Michaeli       |            | 2021   | 2024 | Diputada de la Knéset (2013-presente) |
| Yair Golan           |            | 2024   | 2024 | Diputado de la Knéset (2019-2022) |

## Resultados electorales
|  | 34.65 % |

|  | 26.83 % |

|  | 49.5 % |

|  | 56.1 % |

|  | 37.2 % |

|  | 14.46 % |

|  | 15.06 % |

|  | 9.93 % |

|  | 11.39 % |

|  | 4.43 % |

|  | 4.80 % |

|  | 5.83 % |

|  | 6.09 % |

|  | 3.69 % |

a  Unión con Gesher
b  Unión con Gesher y Meretz